# ウィッチャー3 ワイルドハント - 無情なる心
『ウィッチャー3 ワイルドハント - 無情なる心』（むじょうなるこころ、英題：The Witcher 3: Wild Hunt – Hearts of Stone）は、2015年にポーランドのCD Projekt REDが開発及び販売したアクションロールプレイングゲーム（ARPG）『ウィッチャー3 ワイルドハント』の拡張パックの1つ。2015年4月7日に2つの拡張パックがリリース予定であることが発表され、本作は第1弾にあたる。2015年10月13日にMicrosoft Windows、PlayStation 4、Xbox One向けに、2019年10月15日にNintendo Switch版が発売された。2021年にはPlayStation 5とXbox Series X/Sでもリリースされる予定である。この拡張版はポーランドの民話『Pan Twardowski』を翻案したものであり、主人公のリヴィアのゲラルトが「鏡の達人」とも呼ばれる謎の男ゴウンター・オーディムと接触し、呪われた貴族オルギエルド・フォン・エヴェレックと関わるというシナリオである。

## プロット
本編と同様、ゲームシステム上、プレイスタイルによって下記のシナリオは一部が前後したり変わったりする。
リヴィアのゲラルトは、山賊紛いの荒くれ者たちのリーダーだが、貴族らしい気品と知性も併せ持つ不思議な印象の男オルギエルド・フォン・エヴェレックの依頼を受けて、オクセンフルトの街の地下道に住み着いた巨大なヒキガエルの化物を倒しに向かう。道中、旧知の若い女医ジャニと再会するなどして、最終的にゲラルトは化物を倒すことに成功する。しかし、化物の正体は姿を変えられていたオフェルの王子であり、ゲラルトは王子殺しの罪でオフェルの兵士たちに捕まり、本国で処刑するため船で連行されてしまう。その船内で鏡の行商人と名乗っていた謎の男ゴウンター・オーディムが現れ、彼は自分の仕事を手伝うことを条件に、嵐を起こしてゲラルトを助け、契約の証拠としてゲラルトの顔に印を刻む。オーディムの仕事とはオルギエルドへの貸しの回収であり、そのためにゲラルトはオルギエルドの3つの願いを叶えることになる。また、ゲラルトはオルギエルドがオフェルの王子をカエルの化物に変えた張本人であることや、彼が不死身の身体を持っていることなども知る。
オルギエルドの3つの願いとは「弟ヴロジミールを一晩楽しませること」「マクシミリアン・ボルソディの家を持ってくること」「妻イリスにプレゼントしたスミレ色の薔薇を回収すること」であった。しかしながら比較的簡単に思える弟を楽しませることすらも、ヴロジミールは既に死んでいることがわかるなど、難題であった。オーディムやジャニの支援も受けながら、ゲラルトは降霊術でヴロジミールの亡霊を呼び出し、自分に憑依させることでジャニの友人の結婚パーティで楽しませ、願いを叶える。また「ボルソディの家」とはオクセンフルトの大富豪であるボルソディ家の相続財産の権利証が仕舞われている家の形の箱のことであり、ゲラルトは泥棒たちと組んで強盗を働き、願いを叶える。最後のスミレ色の薔薇は、もはやこの世に存在しないものであったが、焼け落ちたエヴェレック邸を探索し、亡霊イリスの心象世界を探索するなどして何とか願いを叶える。
一連の出来事を通してゲラルトはエヴェレックという男の人生を知ることにもなる。かつて繁栄していたエヴェレック家であったが不運が重なって急速に没落し、ボルソディ家に不当に資産を奪い取られるなどした。当主となったオルギエルドは一族の復興を志し、弟と共に荒くれ者を率いて非合法な活動をしたり、家の経済状況を隠して資産家令嬢のイリスを妻に迎えるなどした。やがてオルギエルドは黒魔術に傾倒し、家の復興とボルソディ家への復讐のため、弟を犠牲にして願いを叶えるという悪魔を召喚し契約する。その悪魔こそオーディムであり、彼はオルギエルドを巧みに騙し、不死身になるも何の感情も湧かなくなる「石の心臓」を与え、いずれ彼が3つの願いを叶えた時に、その魂を回収する契約を結ぶ。感情を失ってしまったがために最愛の妻イリスとの関係も破綻し、義父は娘イリスを離婚させオフェルの王子に嫁がせようとするが、オルギエルドはこれを止めようとして誤って義父を殺してしまい、また報復としてオフェルの王子をカエルの化物に変えたのであった。オルギエルドは出奔し、イリスは悲しみのあまり心臓が破裂して死に、誰に弔われることもなくベッドの上に放置された状態であった。ゲラルトから最愛の妻の死を聞いても何の感情も湧かないことにオルギエルドは苦しむ。
シナリオ終盤、ゲラルトが代行したことによって契約は完了し、オーディムは約束通りオルギエルドの魂を回収しようとする（この時、ゲラルトの顔の印は消え、オルギエルドの身体も元に戻る）。もし、ここまでのプレーヤーの選択でゲラルトがオーディムの正体を把握したならば、ゲラルトはオルギエルドを助けることもできる。その場合、ゲラルトは自分の魂を代償にオーディムに賭けを申し出て、オーディムは自分が出すなぞなぞの正解を見つけ出せばオルギエルドの魂は諦めると、その賭けを受ける。ゲラルトがこれに勝てば、オーディムはこの世界から去り、オルギエルドはゲラルトに感謝して一族の宝剣を与える。それ以外の場合、オーディムは予定通りオルギエルドの魂を回収し、感謝の追加報酬としてゲラルトの望みに合わせた特別なアイテムを与える。

## 登場人物
ゲラルト
声 - 山路和弘
世界で最も熟練したウィッチャー。「白狼」「ブラビケンの殺し屋」等の異名を持つ。
ゴウンター・オーディム
声 - 永野善一
「鏡の達人」とも呼ばれる謎の男
オルギエルド・フォン・エヴェレック
声 - 小上裕通
呪われた貴族。荒くれ者たちの党首
シャニ
ゲラルトの旧友。有能な女医
ヴロジミール・フォン・エヴェレック
オルギエルドの弟。故人
イリス
オルギエルドの妻。故人
マクシミリアン・ボルソディ
資産家

## ゲーム内容
ゲーム内容はオリジナルのストーリーや専用クエストが加えられたことを除けば、本編とあまり変わりはない。本作にはいくつかの新しい武器やアイテムが含まれている。オフェル人のルーン職人が大金と引き換えに、「付呪」と呼ばれるプレーヤーに武器や防具のアップグレードを可能とする「ルーン」を与えるシステムが追加されている。

## リリース
2015年4月7日、CDProjektは『ウィッチャー3』には2つの拡張パックをリリースする予定であることを発表した。最初の拡張パックが本作であり、第2弾が『血塗られた美酒』である。本作は2015年10月13日にリリースされた。

## 評価
レビュー収集サイト「Metacritic」によれば『無情なる心』は批評家から肯定的なレビューを受け、3つのプラットフォームすべてで「概ね好意的」の評価を得た。
IGNとGameSpotは両方で9/10を獲得した。